# Carlogonus exaratus
Carlogonus exaratus är en mångfotingart som först beskrevs av Carl Graf Attems.  Carlogonus exaratus ingår i släktet Carlogonus och familjen Harpagophoridae. Inga underarter finns listade i Catalogue of Life.